# Кулага, Иван Иванович
Иван Иванович Кулага (1921 — 2018) — советский военный деятель, полковник, почётный гражданин Донецка.

## Биография
Родился в крестьянской семье. В 1940 году окончил Краснолиманский сельскохозяйственный техникум, получив специальность агротехника, летом того же года приступил к работе по специальности в родных краях, а 7 апреля 1941 года получил повестку в Красную армию, служил в отдельном механизированном полку на территории Туркменской ССР. В годы Великой Отечественной войны служил в 31-м отдельном механизированном полку в составе 49-й и 50-й армий, в 564-м артиллерийском полку, позже – в отделе контрразведки «СМЕРШ» 69-го стрелкового корпуса, потом в 345-м отдельном сапёрном батальоне.
В 1952 году получил высшее политехническое образование. С января 1946 года до мая 1960 года работал оперативным уполномоченным, затем заместителем начальника Управления НКГБ-МГБ-КГБ УССР в Донецкой области и Сахалинской области. Уйдя в запас, трудился в Донецком филиале института металлов, в проектно-конструкторском институте, был начальником газовой инспекции, занимался подготовкой кадров.
С 1 ноября 1989 являлся директором областного отделения поисково-издательского агентства «Книга Памяти», после развала Союза становится директором Донецкого агентства «Книга Памяти Украины», где проводил работу по увековечиванию памяти воинов Великой Отечественной войны. По его инициативе возведены памятники в городе Дебальцево, посёлках Оленевка, Нелиповка, селе Камышатка, также «Блоки памяти» возле Савур-Могилы, на горе Артёма, открыты музеи воинской славы в школах области. Участвовал в добавлении информации в «Книгах Скорби» и «Книгах Памяти», проводил значительную работу по воспитанию подрастающего поколения, часто выступал в школах, высших учебных заведениях, участвовал в проведении военно-патриотических мероприятий.
Соболезнования об уходе из жизни ветерана выразил А. В. Захарченко. 25 июля 2023 во время обстрела Донецка была разбита установленная в его честь мемориальная доска.

### Звания
- лейтенант;
- полковник.

### Награды
- два ордена Красной Звезды (18 мая 1945, 19??);[3]
- медаль «За отвагу» (23 февраля 1944);
- медаль «За оборону Москвы» (7 декабря 1944);
- медаль «За взятие Кенигсберга» (9 июня 1945);
- медаль «За победу над Германией в Великой Отечественной войне 1941–1945 гг.» (9 мая 1945);
- юбилейные медали.

## Публикации
- Кулага И. И., Файнштейн Д. И. Граница проходила через сердца. Донецк, 1996. — 224 с.[4][5]